# أنقليس ياباني
أنقليس ياباني (الاسم العلمي: Anguilla japonica) (بالإنجليزية: Japanese eel)‏ هو نوع من الأسماك يتبع جنس الأنقليس من الفصيلة الأنقليسية.